# Jean-Marie Bachelot de La Pylaie
Auguste Jean Marie, barão Bachelot de La Pylaie (Fougères, 25 de maio de 1786 — Marseille, 12 de outubro de 1856) foi um botânico e arqueólogo francês.

## Biografia
Fez seus estudos em  Laval, e posteriormente em  Paris no Museu Nacional de História Natural onde foi aluno de  Georges Cuvier (1769-1832) e de Henri Marie Ducrotay de Blainville (1777-1850).
Viajou muito, principalmente através da França e  também pela África e América, residindo duas vezes nas ilhas de  Saint-Pierre e Miquelon.
Em 1816, viajando a bordo da fragata  "Cybèle"  explorou a    baia Saint-Georges durante uma viagem de três meses  à  Terra Nova e  à Saint-Pierre e Miquelon. Entre 1816 e 1819, coletou as espécies locais de Saint-Pierre e Miquelon.
Após uma estadia para arborização em  Belle-Isle, passou o mês de  dezembro e janeiro de  1826 nas ilhas de Hoedic e Houat. Em janeiro, devido as condições climáticas, não conseguiu devotar-se à sua paixão: a coleta de algas. Em vez voltar ao continente como inicialmente havia previsto, demorou-se nas ilhas, descrevendo a vida dos seus habitantes,  as suas atividades e a história natural do seu ambiente.
É também autor de diversos estudos arqueológicos sobre a Bretanha.

## Publicações
- Voyage à l'île de Terre-Neuve. 1820.
- Études cryptogamiques, ou Monographies de divers genres de mousses, précédées d'une Notice sur les environs de Fougères, et d'un essai sur la classification des mousses. Paris, 1815.
- Notice sur l'île de Terre-Neuve et les Iles Voisines. Mémoire de la Société Linnénne de Paris, 1825.
- Flore de Terre-Neuve et des îles Saint-Pierre et Miclon. Paris, A.-F. Didot, 1829. Somente o primeiro volume foi publicado.
- Précis géologique sur le bassin de calcaire tertiaire des environs de Dinan. Dinan, 1834.
- Éclipse de soleil observée à Nantes, le 15 mai 1836. Nantes, imprimerie de Hérault.
- Recherches et découvertes archéologiques faites depuis Nantes jusqu'à l'embouchure de la Loire. 1836. Nantes, imprimerie de Hérault.
- Etudes archéologiques mêlées d'observations et de notices diverses. Bruxelas, Deprez-Parent 1848
- Nécessité dans l'intérêt de la France et du peuple, de composer pour les écoles un nouveau livre de lecture. Schneider, Paris, 1848.
- Études archéologiques et géographiques  ; reprint de l'édition de 1850, société archéologique du Finistère à Quimper 1970.
- Notice sur l'ancienne église de Notre-Dame-Garde-Fortune et des Périls, aujourd'hui dite de Prisce. A. Goupil, Laval, 1891.